# Free Download Manager
Free Download Manager – menedżer pobierania plików dla systemów Windows macOS, Android, Linux. W wersjach 2.5 do 3.9.7 otwarte oprogramowanie, obecnie zamknięte.
Strona internetowa freedownloadmanager.org rozprzestrzeniała złośliwe oprogramowanie dla systemu Linux w latach 2020–2022. Badacze odkryli, że witryna sporadycznie przekierowywała użytkowników do domen, które obsługiwały wersję Free Download Manager zawierającą złośliwe oprogramowanie – skrypt, który instalował tylne wejście na urządzeniach z systemem Linux w celu kradzieży haseł, historii przeglądania, plików portfela kryptowalut i danych uwierzytelniających usługi w chmurze. Infekcja została wykryta we wrześniu 2023 r. Uważa się, że był to atak typu supply chain, który wpłynął na legalny projekt Free Download Manager. Złośliwe oprogramowanie pozostawało niewykryte przez lata ze względu na mniej widoczny charakter zagrożeń dla systemu Linux, w porównaniu z tymi dot. systemu Windows. Osoby odpowiedzialne za stronę freedownloadmanager.org nie odpowiedziały ani na wiadomości dotyczące tej sytuacji, ani na pytania dziennikarza serwisu Ars Technica, który opisał tę sprawę.

## Główne funkcje programu
- pobieranie plików z HTTP i FTP
- możliwość wznawiania pobierania
- możliwość pobierania z wielu źródeł
- obsługa trzech trybów użycia łącza
- podgląd plików w archiwum ZIP
- podgląd plików wideo w czasie pobierania
- monitorowanie schowka
- obsługa linków BitTorrent i magnet
- weryfikacja skrótów MD5 i SHA-1
- obsługa formatu Metalink
- pobieranie plików flash wideo za stron takich jak YouTube (Google Video)
- zdalna kontrola przez Internet
- pobieranie całych witryn internetowych przy użyciu HTML Spider

## Integracja
- Internet Explorer
- Mozilla Firefox
- Google Chrome
- Opera
- Netscape
- Apple Safari
- SeaMonkey